# Псамафа
Псамафа або Псамате (дав.-гр. Ψαμάθη) — у давньогрецькій міфології німфа-нереїда. Псамафа була однією 50 дочок-нереїд, яких народила океаніда Доріда від морського бога Нерея.
Згідно з міфом, Псамафа, бажаючи уникнути обіймів Еака, сина Зевса, перетворилася у тюленя. Але це їй не допомогло. Вона народила від Еака сина Фока, якого пізніше вбили його зведені брати Пелей і Теламон, сини Ендеїди.
Жага помсти змусила Псамафу наслати на Пелея жахливого болотного вовка. Коли Пелей і його дружина нереїда Фетіда зіткнулися віч-на-віч з вовком, той спробував стрибнути і вчепитися Пелею в горло. Фетіда зробила зловісні очі, висунула язик і перетворила вовка в камінь. За іншою версією міфу, Фетіда ублагала свою сестру Псамафу вгамувати гнів, і вовк разом з одним з убитих ним биків був перетворений в мармурову брилу.
Пізніше Псамафа стала дружиною мудрого морського бога-віщуна Протея і народила безліч синів і дочок-німф.